# Ladko Korošec
Ladko (Ladislav) Korošec, slovenski basist, operni in koncertni pevec, * 3. avgust 1920, Zagorje ob Savi, † 21. marec 1995, Ljubljana.

## Življenje
Ladko Korošec je bil eden najvidnejših slovenskih opernih pevcev in odličen igralec v drugi polovici 20. stoletja. Petje je študiral na Glasbeni akademiji v Ljubljani pri profesorju Juliju Betettu, obiskoval pa je tudi dramsko šolo. Že v mladosti je sodeloval v amaterskih gledališčih, poklicno pa je začel nastopati v ljubljanski Drami.
Poslušalcem se je najbolj vtisnil v spomin po interpretacijah buffo vlog (npr. Kecal v Prodani nevesti, don Bartolo v Seviljskem brivcu, Štrukelj v Gorenjskem slavčku, don Pasquale v istoimenski operi ...) 
Mednarodno zelo odmevno je bilo njegovo sodelovanje z basistom Miroslavom Čangalovićem v Massenetovi operi Don Kihot.
Korošec, trikratni dobitnik Prešernove nagrade (1949, 1959 in 1978) ter Betettove nagrade (1988) je napisal knjigo o svojih gostovanjih Na tista lepa pota (1973) (COBISS).
Po njem se imenuje Mešani pevski zbor Ladko Korošec iz Zagorja ob Savi.
Fundacija Ladko Korošec - ustanova zbira in dopolnjuje dokumentacijo o življenju in delu opernega pevca Ladka Korošca, vzpostavlja fotografski, fonografski, video in drug arhiv, izvaja kulturno umetniške programe.